# Léopold Follioley
Léopold Humbert Follioley, couramment appelé l'abbé Follioley, né le 17 février 1836 à Colmar, mort le 28 octobre 1902 à Douai, est un ecclésiastique, écrivain, enseignant et journaliste français, le dernier prêtre proviseur d'un établissement public, le lycée de Nantes, de 1890 à 1898. Il a été successivement professeur au petit-séminaire d'Arras et au collège ecclésiastique de Marcq-en-Barœul, principal des collèges universitaires de Saint-Claude et de Lesneven, proviseur des lycées de Laval, Caen et Nantes.

## Biographie

### Origine
Il est né à Colmar où son père tenait alors garnison.
La famille Follioley est originaire de Donnas en Vallée d'Aoste. Plusieurs branches de cette famille s'installèrent en France, notamment dans le Briançonnais. Son grand-père paternel était notaire. Son père Joseph-Imbert, né en 1787, est un militaire. Son grand-père maternel avait été directeur des postes. Sa mère — Mélanie Alliey — appartenait à une famille de petits propriétaires terriens.

### Études
Il fait des études secondaires au lycée de Grenoble où il entre comme externe en 1845. Il est bachelier en 1852. Il est poussé par son père pour suivre ensuite la préparation à l'École polytechnique au Lycée de Metz. En 1853, il rejoint le Lycée Charlemagne pour faire une vétérance de rhétorique pour accéder à l'École normale supérieure, section lettres sans toutefois passer les concours. Il part rejoindre sa mère à Grenoble, devenue veuve.

### Journaliste
Il devient d'abord  en 1854 journaliste dans le journal de Louis Veuillot, L'Univers. Il est pendant quelques mois le secrétaire de Veuillot, et il laisse à l'Univers de fidèles amitiés. Par la suite, il est d'abord attaché à la rédaction du journal catholique La Bretagne, de Saint-Brieuc, puis, en septembre 1856, rédacteur en chef d'un nouveau journal : le Messager de l'Ouest de Rennes. Ce journal n'eut sans doute qu'une existence éphémère. 
Redevenu disponible, Follioley rentre à Paris, à L'Univers peut-être. Dans les premiers mois de 1857, il se lie avec Pierre-Louis Parisis, évêque d'Arras, dans la bataille menée, de 1840 à 1850, en faveur de la liberté d'enseignement.

### Ecclésiastique
En mars 1857, Follioley suit en son diocèse d'Arras son nouveau protecteur. Il s'engage alors dans l'état ecclésiastique. C'est aux côtés mêmes de Mgr Parisis et sous sa direction particulière qu'il entreprend ses études théologiques, prend successivement les ordres mineurs et majeurs, la tonsure, le sous-diaconat, le diaconat, et se fait ordonner prêtre en mai 1861.

### Enseignement

#### Nord de la France
Parallèlement, il enseigne dans des établissements catholiques du Nord de la France à partir de 1858. Follioley entra dans la Société de Saint-Bertin en 1858. Il est dispensé par la Société de Saint-Bertin du grand séminaire, et par elle chargé de l'enseignement de l'histoire, puis de la rhétorique et même, à la fin, de la direction des études (avril 1858-juin 1863). En outre, il dut avoir une large part dans la fondation, par la Société de Saint-Bertin, d'un noviciat à Saint-Omer, dont il est directeur des études. 
La Société de Saint-Bertin fonde alors à Arras le collège Saint-Joseph, et en confie la direction à l'abbé Follioley en 1863, qui obtient un certificat de stage pour l'enseignement secondaire. Il est ensuite nommé par la société professeur de rhétorique en 1864 au collège de Marcq-en-Barœul.
L'enseignement ecclésiastique n'avait pas rempli ses espérances. Il cherche à réjoindre l'Université. Il reste néanmoins un an supplémentaire pour sa dernière année d'enseignement libre. Il se consacre alors à la préparation d'un troisième volume de son Histoire de la littérature Française au XVIIe siècle et à des conférences littéraires qu'il alla faire chaque semaine à Roubaix, au cercle Ozanam, qu'il avait contribué à fonder. 
Il veut rejoindre l'Université. Dans une lettre au Ministre de l'Instruction publique (26 août 1866), il indique: «Si vous avez quelque part un collège en souffrance et qu'il soit possible de relever, je l'accepte d'avance, afin de faire mes preuves. Il sera celui qui relève les collèges tombés et remonte les lycées en déclin. 

#### Saint-Claude
En 1865, il demande un poste de principal de collège public et est nommé à Saint-Claude. Trois ou quatre principaux s'étaient succédé au chevet du Collège en mauvaise situation, et  un procès en cour d'assises avait achevé de donner au collège une notoriété des plus fâcheuses. L'abbé Follioley cumule, avec ses fonctions de principal, l'unique classe de rhétorique et de seconde (1867-68). En deux ans, il redresse la situation et fait passer l'effectif de 32 à 140 élèves. Il y crée un enseignement spécial avec le caractère d'une école professionnelle : avec une année préparatoire, puis une première et une deuxième année d'enseignement spécial, qui réunirent bientôt 50 élèves.
Il est fait officier d'Académie en 1868.

#### Lesneven
De 1868 à 1873, il est principal du collège de Lesneven. Le collège dirigé auparavant par l'abbé Cohanec est de plein exercice. Il est à effectif complet de professeurs, avec 218 élèves. Follioley fait passer l'effectif en 1873 à 340 élèves. Il fait moderniser le collège. La fin de son principalat est pourtant voilée de tristesse.

#### Laval
En 1873, il est nommé proviseur du lycée de Laval où il reste jusqu'en 1886, redressant là aussi l'effectif des élèves de 272 à 565. Il amène avec lui une suite véritable, une douzaine de collégiens, avec des Jurassiens, provenant de Saint-Claude comme Albert David-Sauvageot, Félicien Regad, et Jeantet, des Nordistes, Abel Thulliez et les Macaux, des Bretons comme Tison,
Dein et d'autres encore. Il réussit à faire du petit lycée de Laval le premier lycée, ou peu s'en faut, de l'Académie de Rennes, la « maison-modèle de l'Ouest ».
Le lycée s'étend : on édifie coup sur coup un bâtiment de quarante mètres de long, avec des études, des dortoirs et de larges escaliers, une cour des plus vastes, dite
des petits moyens, et, une salle de concert.
Il est même question en 1878 de fonder un petit lycée d'enseignement spécial et de classes élémentaires jusqu'à la sixième classique, comme succursale, à Mayenne. Le projet n'aboutit pas. Pour dégager d'autant le grand lycée et porter la concurrence au cœur même de la clientèle adverse, l'abbé Follioley obtint en 1881 de l'État et de la Ville que l'on construisît un petit lycée sur la rive
gauche de la Mayenne. Ce petit lycée fut ouvert à la rentrée de 1885. Il deviendra le Lycée Henri Rousseau.
Le lycée de Laval brille d'ordinaire au premier rang aux concours académiques de Rennes. Les Quatre S font l'honneur à l'époque du Lycée de Laval : Georges Savary, Suret et les deux normaliens Auguste Salles et Emile Sinoir. De plus en plus d'élèves accèdent aux grandes
écoles. Dans les dernières années de sa direction, l'abbé Follioley y créa même un cours de Saint-Cyr. Le lycée sort beaucoup de professeurs, et l'on put dire du lycée de Laval qu'il était devenu, au sens premier du mot, l'un des séminaires de l'Université.. Sous l'impulsion de l'abbé Follioley il y eut toujours un élève du Lycée de Laval à l'École normale supérieure. Il s'en trouva même jusqu'à trois à la fois. Beaucoup d'autres passèrent par les Facultés.
Le succès de l'abbé Follioley ne pouvait manquer d'attirer sur sa personne les récompenses administratives. Il est fait officier de l'Instruction publique le 29 décembre 1874. De divers côtés on sollicitait pour lui la croix de chevalier de la Légion d'honneur. Il reçoit en juillet 1883 la croix de la Légion d'honneur l'unique récompense qu'il ait ambitionnée.

#### Caen
En 1886, il prend en charge le lycée de Caen, mais y réussit moins bien. Son arrivée est difficile : Les journaux la France, la Lanterne, le Petit Parisien, avaient, en d'ardents entrefilets, protesté contre sa nomination et malmené le ministre, René Goblet, coupable d'avoir entricorné un lycée de France. Un journal alla même jusqu'à l'accuser d'avoir poussé jadis au suicide un de ses surveillants généraux. Il fut question d'une interpellation à la Chambre. L'abbé Follioley dut demander une audience au ministre. Les journaux se turent. Toutes ces difficultés n'empêchèrent point l'abbé Follioley d'être à Caen ce qu'il avait été à Laval, un proviseur excellent, soigneux du bon recrutement de sa maison, des classes supérieures surtout, qu'il cherchait à rendre tout à fait dignes d'un lycée d'académie.  Le lycée s'accrut d'une centaine d'élèves sous sa direction.

#### Nantes
En 1890, il accepte d'aller à Nantes où la situation est très difficile, à la demande du recteur de Rennes et du préfet de Loire-Inférieure, qu'il a rencontré à Caen). Il est nommé par le ministre radical Léon Bourgeois le 14 août 1890.
L'abbé Follioley dirigea le lycée de Nantes pendant un peu moins de huit ans, de 1890 à 1898. Au moment où l'abbé Follioley arriva à Nantes, le lycée était depuis dix
ans, quinze ans, plus qu'en stagnation. En moins de quatre ans, l'effectif, sous l'impulsion de Follioley, va doubler.
Son provisorat marque fortement l'histoire du lycée de Nantes mais aussi l'histoire politique de Nantes, où il va être victime d'une cabale de la part des catholiques antirépublicains, encore très nombreux à cette époque. Il avait dans le parti républicain, à Laval, à Paris et bientôt à Nantes, et chez les hommes politiques, et chez les ministres ou anciens ministres, assez de garants sérieux de son libéralisme et de son loyalisme politique. 
Mais en qualité de prêtre, et plus encore en raison de ses succès de proviseur, il suscitait de l'autre côté de pieuses colères et des inimitiés, voire des haines tenaces. Sa situation de prêtre au service de l'Université — le seul qui subsistât encore en 1890, lui attiraient les épithètes diaboliques de « déserteur », de « prètre laïque », de « faux-frère ». En réalité, il avait reçu de pleins pouvoirs pour apporter à Nantes toutes les mutations jugées par lui nécessaires. Les résultats arrivent : Le lycée de Nantes compta, dès 1894, dix élèves admissibles à Saint-Cyr, dont le major, et dix-huit en 1896.
La ville de Nantes et l'État, avaient entrepris en commun la reconstruction du lycée, pour en faire un des plus beaux lycées de France. Il fut inauguré officiellement le 19 octobre 1892 par le ministre de l'Instruction publique, Léon Bourgeois, qui en cette circonstance paya publiquement à l'abbé Follioley un tribut d'hommages. 
En avril 1895, et à l'occasion du centenaire de la fondation de l'École normale supérieure, l'abbé Follioley fut élevé à la dignité d'officier de la Légion d'honneur. Sentant un affaiblissement physique, le 7 avril 1898, il était, sur sa demande, admis, pour ancienneté d'âge et de services, à faire valoir ses droits à une pension de retraite, et, le même jour, nommé proviseur honoraire.

### Retraite
Il se retira à Douai auprès de son élève et ami d'enfance Thulliez, conseiller à la Cour d'appel. Il devint membre résidant de la Société d'agriculture, sciences et arts de Douai. Il n'avait pas perdu tout contact avec l'Université. Il avait tenu à s'y rattacher par un dernier fil, en faisant partie, au ministère de l'Instruction publique, de la commission centrale chargée d'examiner et de classer les demandes de bourses nationales. 
Lorsqu'en 1898, la Chambre des députés institua une grande commission chargée d'étudier les réformes à apporter dans le régime de l'Enseignement secondaire, il demanda à se présenter devant elle. Sa déposition apparait comme son testament universitaire.
Il devint un des collaborateurs ordinaires de la revue la Quinzaine. Il entreprit une œuvre beaucoup plus considérable, la Vie de Mgr Parisis.
Il décède le 28 octobre 1902.

## Nécrologies
- Revue Universitaire du 15 novembre 1902 (André Balz) ;
- le Temps du 3 novembre 1902;
- la Vérité Française du 31 octobre (Auguste Roussel) ;
- l'Univers du 31 octobre (E. V.) ;
- le Gaulois ;
- l'Echo de la Mayenne du 1er et du 9 novembre (Louis Auvray) ;
- l'Echo Douaisien du 31 octobre ;
- l'Indépendant de Douai des 29-30 octobre, 3-4 novembre.
- Les Semaines Religieuses de Paris, Soissons et Quimper ont reproduit alors l'un ou l'autre de ces articles. Les journaux du Nord et de Nantes ont, pour la plupart, reproduit l'article du Temps.

## Œuvres publiées
- Histoire de la littérature française au dix-septième siècle, Éditions Belin, Paris, 1864, 3 volumes. Nombreuses éditions postérieures. La lre édition parut en 2 volumes in-12 chez l'éditeur Belin, à Paris, le premier volume en 1864, le second en 1866. Quatre éditions subséquentes furent publiées chez l'éditeur Cattier, à Tours, la 2e édition en 3 volumes in-12 en 1875, revue et augmentée, la 3e édition en 1880, également en 3 volumes in-12, la 4e édition en 1883, 3 volumes in-12 et 3 volumes in-8, et la 5e et dernière édition, in-12 et in-8, en 1886. Elle ne fut jamais achevée, car l'abbé Follioley n'étudia ni Fénelon, ni La Bruyère.
- Lettres choisies de Madame de Sévigné, avec une préface, chez l'éditeur Cattier, à Tours, 1883.
- Georges Savary. 10 mai 1861-17 février 1886., biographie signée : Auguste Salles. - Discours prononcés à ses funérailles par Émile Sinoir, Victor Delbos et l'abbé Follioley. Extraits de ses œuvres., Laval : impr. de L. Moreau, 1887, In-8°, 49 p., portrait ;
- Oraison funèbre du P. Senault par Fromentières, lecture faite à l'Académie de Caen en juin 1888, insérée dans les Mémoires de l'Académie nationale des Sciences, Arts et Belles-Lettres de Caen. Tirage à part, chez Delesques, à Caen, 24 pages.
- Les Lettres de Bourdaloue, à propos du livre récent du P. Chérot : Bourdaloue, sa correspondance et ses correspondants, article paru dans la Quinzaine, 1er janvier 1899, p. 60-79. Tirage à part, 20 pages., Imprimerie de N.-D. de Montligeon, La Chapelle-Montligeon, 1899, In-8°
- La jeunesse de Louis Veuillot racontée par son frère, compte-rendu des deux premiers volumes du Louis Veuillot, d'Eugène Veuillot, paru dans la Quinzaine du 16 septembre 1899, p. 198-219, et du 16 septembre 1901, p. 186-215.
- Une nouvelle édition classique des Sermons de Bossuet, de l'abbé Urbain, article de la Quinzaine du 16 août 1900.
- La réforme de l'Enseignement secondaire, article de la Quinzaine du 1er novembre 1900. Tirage à part, 37 pages.
- Montalembert et Mgr Parisis d'après des documents inédits : 1843-1848[31], Éditions V. Lecoffre, Paris, 1901, 414 p.

## Sources
- Jean-Marie Mayeur, Yves-Marie Hilaire, Michel Lagrée, Dictionnaire du monde religieux dans la France contemporaine, volume 3
- Vuillermin, Séraphin-Bruno, L'abbé Léopold-Joseph Follioley, originaire de Donnas (1836-1902), dans: Bulletin de la Société académique, religieuse et scientifique du Duché d'Aoste ; 20 (1913)".
- Yves Coativy, « La plaquette d’hommage à l’abbé Follioley », Bulletin de la Société Française de Numismatique, février 2013, p. 29-32.